# 小鹿島更生園
小鹿島更生園（しょうろくとうこうせいえん）は、韓国全羅南道高興郡小鹿島に位置したハンセン病療養所。　現在は国立小鹿島病院（Sorokdo National Hospital）として運営

## 年表
- 1916年、朝鮮総督府は、小鹿島慈恵医院を開設
- 1934年、小鹿島更生園に改称
- 1935年、制令「朝鮮らい予防法」公布
- 1936年、宮川量（長島愛生園、事務官）が更生園を訪問
- 1942年6月20日、小鹿島更生園園長周防正季が入園患者李春相により刺殺（小鹿島更生園園長刺殺事件）
- 1945年、小鹿島虐殺事件
- 1960年、国立小鹿島病院に改称
- 2001年、「ハンセン病療養所入所者等に対する補償金の支給等に関する法律（ハンセン病保障法）」成立
- 2004年、更生園入所者110人（後に127人）は東京地方裁判所に補償請求[1]
- 2005年10月25日、請求棄却。　更生園原告は控訴
- 2009年、控訴判で請求が認められる[2]

## 参照
1. ↑  http://nanohana.html.xdomain.jp/sojyo.html 2004年８月23日、訴状、小鹿島更生園・台湾楽生院補償請求弁護団
2. ↑  “小鹿島更生園の元入所者に対する補償金の支給決定｜ハンセンボランティア「ゆいの会」”. hansenvolunteer.blog.shinobi.jp. 2021年12月2日閲覧。

- 『ハンセン病と人権』2005年、神美知宏、藤野豊、牧野正直、解放出版社